# Beverly Cleary
Beverly Atlee Cleary, nom de soltera Beverly Atlee Bunn (McMinnville, Oregon, 12 d'abril de 1916 - Carmel, Califòrnia, 25 de març de 2021) fou una bibliotecaria i autora de literatura infantil i juvenil, coneguda sobretot per la sèrie Ramona, que es compta entre les sèries més venudes amb 30 milions d'exemplars.